# Cratere Nunu
Nunu è un cratere sulla superficie di Marte.